# Технологический университет имени Насир ад-Дина Туси
Технологический университет имени Насир ад-Дина Туси (перс. دانشگاه صنعتی خواجه نصیرالدین طوسی‎) — государственное высшее учебное заведение в Иране, учебный и научно-исследовательский центр в области инженерии и машиностроения. Старейшее и одно из самых престижных технических учебных заведений Ирана. Расположен в городе Тегеран. Входит в пятёрку лучших вузов Ирана .

## Общие сведения
Основан в 1928 году как Институт связи (перс. دانشکده مخابرات‎). 
В 1979 году Институт связи был объединен с восемью другими высшими учебными заведениями и образовал Технико-инженерный комплекс, который в 1984 году был преобразован в Технологический университет. 
В 1989 году Технологический университет получил имя Ходжа Насир ад-Дина Туси.
По состоянию на 2016 год, профессорско-преподавательский состав ТУ им. Насир ад-Дина Туси насчитывает более 350 преподавателей. На 11 факультетах университета осуществляется подготовка бакалавров по 18 специализациям, магистров по 53 профилям и докторов по 23 программам. 
 

## Деятельность

### Образовательная деятельность
По состоянию на июнь 2016 года основной учебный процесс в университете осуществляется на 11 факультетах (в скобках — год основания факультета):
1. Факультет электротехники (1928)
2. Факультет машиностроения (1973)
3. Факультет гражданского строительства (1955)
4. Факультет промышленного производства (1998)
5. Факультет геодезии и геоматической инженерии (1955)
6. Факультет аэрокосмической техники (2006)
7. Факультет вычислительной техники
8. Факультет материаловедения и инженерии
9. Факультет химии
10. Факультет физики
11. Факультет математики

### Научно-исследовательская деятельность
В составе ТУ им. Насир ад-Дина Туси действуют 5 научно-исследовательских центров (НИЦ), 75 научных лабораторий, 6 научно-исследовательских групп, 5 научно-исследовательских институтов.

### Международная деятельность
Университет активно развивает международное сотрудничество в области студенческих обменов и осуществлении совместных научно-образовательных проектов и программ. На сегодняшний день ТУ им. Насир ад-Дина Туси имеет двусторонние соглашения с университетами и исследовательскими институтами из Австралии, Германии, Великобритании, Канады, Кипра, России и Франции. 
В настоящее время осуществляется ряд совместных международных программ, в том числе:
- Магистерская программа в области дистанционного зондирования и географических информационных систем с Международным институтом аэрокосмической съемки и наук о Земле (ITC), Нидерланды.
- Магистерская программа в области автомобильной инженерии с Кингстонским университетом, Лондон, Великобритания.
- Магистерская программа в области энергетических систем с Манчестерским университетом, Великобритания.
- Бакалаврская программа в области аэрокосмической техники с МАТИ, Москва, Россия.
- Докторская программа в области аэрокосмической техники с Московским авиационным институтом, Россия.